# Vanessa dejeanii
Espèce
Vanessa dejeanii est une espèce de lépidoptères (papillons) de la famille des Nymphalidae, originaire d'Asie du Sud-Est.

## Description
L'imago de Vanessa dejeanii est un papillon de taille moyenne. Le dessus des ailes a un fond principalement brun-noir aux ailes antérieures, et d'un brun plus jaunâtre dans leur partie basale et aux ailes postérieures. Une bande crème traverse l'aile antérieure, dont l'apex est aussi marqué de petites taches blanches. Les ailes postérieures comportent des ocelles noirs et une bande rougeâtre dans l'aire marginale.
Le revers des ailes est ocre terne rayé d'ocre clair, avec une large bande jaunâtre aux ailes antérieures.

## Distribution
Vanessa dejeanii est présente en Indonésie (sous-espèce V. s. dejeanii) dans les îles de Java, Bali, Lombok et Sumbawa, et aux Philippines (sous-espèce V. s. mounseyi) dans les îles de Mindanao et Samar,.

## Biologie
Les plantes hôtes seraient des Urticaceae à Lombok.

## Systématique
L'espèce Vanessa dejeanii a été décrite par l'entomologiste français Jean-Baptiste Godart en 1824.
Certains auteurs l'ont citée sous le nom de Pyrameis dejeanii.
Elle se compose d'au moins deux sous-espèces :
- Vanessa dejeanii dejeanii Godart, 1824 en Indonésie,
- Vanessa dejeanii mounseyi (Talbot, 1936) aux Philippines.